# Danh sách tiểu hành tinh: 9601–9700
| Tên                  | Tên đầu tiên | Ngày phát hiện       | Nơi phát hiện                      | Người phát hiện                                        |
| -------------------- | ------------ | -------------------- | ---------------------------------- | ------------------------------------------------------ |
| 9601 -               | 1991 UE3     | 18 tháng 10 năm 1991 | Kushiro                            | S. Ueda, H. Kaneda                                     |
| 9602 Oya             | 1991 UU3     | 31 tháng 10 năm 1991 | Kitami                             | T. Fujii, K. Watanabe                                  |
| 9603 -               | 1991 VG2     | 9 tháng 11 năm 1991  | Kushiro                            | S. Ueda, H. Kaneda                                     |
| 9604 Bellevanzuylen  | 1991 YW      | 30 tháng 12 năm 1991 | Haute Provence                     | E. W. Elst                                             |
| 9605 -               | 1992 AP3     | 11 tháng 1 năm 1992  | Mérida                             | O. A. Naranjo                                          |
| 9606 -               | 1992 BZ      | 28 tháng 1 năm 1992  | Kushiro                            | S. Ueda, H. Kaneda                                     |
| 9607 -               | 1992 DS6     | 29 tháng 2 năm 1992  | La Silla                           | UESAC                                                  |
| 9608 -               | 1992 PD2     | 2 tháng 8 năm 1992   | Palomar                            | H. E. Holt                                             |
| 9609 Ponomarevalya   | 1992 QL2     | 26 tháng 8 năm 1992  | Nauchnij                           | L. I. Chernykh                                         |
| 9610 Vischer         | 1992 RQ      | 2 tháng 9 năm 1992   | Tautenburg Observatory             | F. Börngen, L. D. Schmadel                             |
| 9611 Anouck          | 1992 RF7     | 2 tháng 9 năm 1992   | La Silla                           | E. W. Elst                                             |
| 9612 Belgorod        | 1992 RT7     | 4 tháng 9 năm 1992   | Nauchnij                           | L. V. Zhuravleva                                       |
| 9613 -               | 1993 BN3     | 26 tháng 1 năm 1993  | Kitt Peak                          | T. J. Balonek                                          |
| 9614 Cuvier          | 1993 BQ4     | 27 tháng 1 năm 1993  | Caussols                           | E. W. Elst                                             |
| 9615 Hemerijckx      | 1993 BX13    | 23 tháng 1 năm 1993  | La Silla                           | E. W. Elst                                             |
| 9616 -               | 1993 FR3     | 21 tháng 3 năm 1993  | Palomar                            | E. F. Helin                                            |
| 9617 Grahamchapman   | 1993 FA5     | 17 tháng 3 năm 1993  | La Silla                           | UESAC                                                  |
| 9618 Johncleese      | 1993 FQ8     | 17 tháng 3 năm 1993  | La Silla                           | UESAC                                                  |
| 9619 Terrygilliam    | 1993 FS9     | 17 tháng 3 năm 1993  | La Silla                           | UESAC                                                  |
| 9620 Ericidle        | 1993 FU13    | 17 tháng 3 năm 1993  | La Silla                           | UESAC                                                  |
| 9621 Michaelpalin    | 1993 FT26    | 21 tháng 3 năm 1993  | La Silla                           | UESAC                                                  |
| 9622 Terryjones      | 1993 FV26    | 21 tháng 3 năm 1993  | La Silla                           | UESAC                                                  |
| 9623 Karlsson        | 1993 FU28    | 21 tháng 3 năm 1993  | La Silla                           | UESAC                                                  |
| 9624 -               | 1993 FH38    | 19 tháng 3 năm 1993  | La Silla                           | UESAC                                                  |
| 9625 -               | 1993 HF      | 16 tháng 4 năm 1993  | Kushiro                            | S. Ueda, H. Kaneda                                     |
| 9626 Stanley         | 1993 JF1     | 14 tháng 5 năm 1993  | La Silla                           | E. W. Elst                                             |
| 9627 -               | 1993 LU1     | 15 tháng 6 năm 1993  | Palomar                            | H. E. Holt                                             |
| 9628 -               | 1993 OB2     | 16 tháng 7 năm 1993  | Palomar                            | E. F. Helin                                            |
| 9629 Servet          | 1993 PU7     | 15 tháng 8 năm 1993  | Caussols                           | E. W. Elst                                             |
| 9630 Castellion      | 1993 PW7     | 15 tháng 8 năm 1993  | Caussols                           | E. W. Elst                                             |
| 9631 Hubertreeves    | 1993 SL6     | 17 tháng 9 năm 1993  | La Silla                           | E. W. Elst                                             |
| 9632 Sudo            | 1993 TK3     | 15 tháng 10 năm 1993 | Kitami                             | K. Endate, K. Watanabe                                 |
| 9633 Cotur           | 1993 UP8     | 20 tháng 10 năm 1993 | La Silla                           | E. W. Elst                                             |
| 9634 -               | 1993 XB      | 4 tháng 12 năm 1993  | Farra d'Isonzo                     | Farra d'Isonzo                                         |
| 9635 -               | 1993 XS      | 9 tháng 12 năm 1993  | Oohira                             | T. Urata                                               |
| 9636 -               | 1993 YO      | 17 tháng 12 năm 1993 | Farra d'Isonzo                     | Farra d'Isonzo                                         |
| 9637 Perryrose       | 1994 PJ2     | 9 tháng 8 năm 1994   | Palomar                            | Palomar                                                |
| 9638 Fuchs           | 1994 PO7     | 10 tháng 8 năm 1994  | La Silla                           | E. W. Elst                                             |
| 9639 Scherer         | 1994 PS11    | 10 tháng 8 năm 1994  | La Silla                           | E. W. Elst                                             |
| 9640 Lippens         | 1994 PP26    | 12 tháng 8 năm 1994  | La Silla                           | E. W. Elst                                             |
| 9641 Demazière       | 1994 PB30    | 12 tháng 8 năm 1994  | La Silla                           | E. W. Elst                                             |
| 9642 Takatahiro      | 1994 RU      | 1 tháng 9 năm 1994   | Kitami                             | K. Endate, K. Watanabe                                 |
| 9643 -               | 1994 RX      | 2 tháng 9 năm 1994   | Nachi-Katsuura                     | Y. Shimizu, T. Urata                                   |
| 9644 -               | 1994 WQ3     | 16 tháng 11 năm 1994 | Nachi-Katsuura                     | Y. Shimizu, T. Urata                                   |
| 9645 Grünewald       | 1995 AO4     | 5 tháng 1 năm 1995   | Tautenburg Observatory             | F. Börngen                                             |
| 9646 -               | 1995 BV      | 25 tháng 1 năm 1995  | Oizumi                             | T. Kobayashi                                           |
| 9647 -               | 1995 UM8     | 27 tháng 10 năm 1995 | Oizumi                             | T. Kobayashi                                           |
| 9648 Gotouhideo      | 1995 UB9     | 30 tháng 10 năm 1995 | Kashihara                          | F. Uto                                                 |
| 9649 -               | 1995 XG      | 2 tháng 12 năm 1995  | Oizumi                             | T. Kobayashi                                           |
| 9650 -               | 1995 YG      | 17 tháng 12 năm 1995 | Oizumi                             | T. Kobayashi                                           |
| 9651 Arii-SooHoo     | 1996 AJ      | 7 tháng 1 năm 1996   | Haleakala                          | AMOS                                                   |
| 9652 -               | 1996 AF2     | 12 tháng 1 năm 1996  | Kushiro                            | S. Ueda, H. Kaneda                                     |
| 9653 -               | 1996 AL2     | 13 tháng 1 năm 1996  | Oohira                             | T. Urata                                               |
| 9654 -               | 1996 AQ2     | 13 tháng 1 năm 1996  | Oizumi                             | T. Kobayashi                                           |
| 9655 -               | 1996 CH1     | 11 tháng 2 năm 1996  | Oizumi                             | T. Kobayashi                                           |
| 9656 -               | 1996 DK1     | 23 tháng 2 năm 1996  | Oizumi                             | T. Kobayashi                                           |
| 9657 Učka            | 1996 DG2     | 24 tháng 2 năm 1996  | Đài thiên văn Zvjezdarnica Višnjan | K. Korlević, D. Matkovic                               |
| 9658 Imabari         | 1996 DD3     | 28 tháng 2 năm 1996  | Kuma Kogen                         | A. Nakamura                                            |
| 9659 -               | 1996 EJ      | 10 tháng 3 năm 1996  | Kushiro                            | S. Ueda, H. Kaneda                                     |
| 9660 -               | 1996 FW4     | 22 tháng 3 năm 1996  | Haleakala                          | NEAT                                                   |
| 9661 Hohmann         | 1996 FU13    | 18 tháng 3 năm 1996  | Kitt Peak                          | Spacewatch                                             |
| 9662 Frankhubbard    | 1996 GS      | 12 tháng 4 năm 1996  | Prescott                           | P. G. Comba                                            |
| 9663 Zwin            | 1996 GC18    | 15 tháng 4 năm 1996  | La Silla                           | E. W. Elst                                             |
| 9664 Brueghel        | 1996 HT14    | 17 tháng 4 năm 1996  | La Silla                           | E. W. Elst                                             |
| 9665 Inastronoviny   | 1996 LA      | 5 tháng 6 năm 1996   | Kleť                               | Kleť                                                   |
| 9666 -               | 1997 GM22    | 6 tháng 4 năm 1997   | Socorro                            | LINEAR                                                 |
| 9667 Amastrinc       | 1997 HC16    | 29 tháng 4 năm 1997  | Kitt Peak                          | Spacewatch                                             |
| 9668 Tianyahaijiao   | 1997 LN      | 3 tháng 6 năm 1997   | Xinglong                           | Beijing Schmidt CCD Asteroid Program                   |
| 9669 Symmetria       | 1997 NC3     | 8 tháng 7 năm 1997   | Prescott                           | P. G. Comba                                            |
| 9670 Magni           | 1997 NJ10    | 10 tháng 7 năm 1997  | Campo Imperatore                   | A. Boattini                                            |
| 9671 Hemera          | 1997 TU9     | 5 tháng 10 năm 1997  | Ondřejov                           | L. Šarounová                                           |
| 9672 Rosenbergerezek | 1997 TA10    | 5 tháng 10 năm 1997  | Ondřejov                           | P. Pravec                                              |
| 9673 Kunishimakoto   | 1997 UC25    | 25 tháng 10 năm 1997 | Kiyosato                           | S. Otomo                                               |
| 9674 Slovenija       | 1998 QU15    | 23 tháng 8 năm 1998  | Črni Vrh                           | Črni Vrh                                               |
| 9675 -               | 1998 QK36    | 17 tháng 8 năm 1998  | Socorro                            | LINEAR                                                 |
| 9676 Eijkman         | 2023 P-L     | 24 tháng 9 năm 1960  | Palomar                            | C. J. van Houten, I. van Houten-Groeneveld, T. Gehrels |
| 9677 Gowlandhopkins  | 2532 P-L     | 24 tháng 9 năm 1960  | Palomar                            | C. J. van Houten, I. van Houten-Groeneveld, T. Gehrels |
| 9678 van der Meer    | 2584 P-L     | 24 tháng 9 năm 1960  | Palomar                            | C. J. van Houten, I. van Houten-Groeneveld, T. Gehrels |
| 9679 Crutzen         | 2600 P-L     | 24 tháng 9 năm 1960  | Palomar                            | C. J. van Houten, I. van Houten-Groeneveld, T. Gehrels |
| 9680 Molina          | 3557 P-L     | 22 tháng 10 năm 1960 | Palomar                            | C. J. van Houten, I. van Houten-Groeneveld, T. Gehrels |
| 9681 Sherwoodrowland | 4069 P-L     | 24 tháng 9 năm 1960  | Palomar                            | C. J. van Houten, I. van Houten-Groeneveld, T. Gehrels |
| 9682 Gravesande      | 4073 P-L     | 24 tháng 9 năm 1960  | Palomar                            | C. J. van Houten, I. van Houten-Groeneveld, T. Gehrels |
| 9683 Rambaldo        | 4099 P-L     | 24 tháng 9 năm 1960  | Palomar                            | C. J. van Houten, I. van Houten-Groeneveld, T. Gehrels |
| 9684 Olieslagers     | 4113 P-L     | 24 tháng 9 năm 1960  | Palomar                            | C. J. van Houten, I. van Houten-Groeneveld, T. Gehrels |
| 9685 Korteweg        | 4247 P-L     | 24 tháng 9 năm 1960  | Palomar                            | C. J. van Houten, I. van Houten-Groeneveld, T. Gehrels |
| 9686 Keesom          | 4604 P-L     | 24 tháng 9 năm 1960  | Palomar                            | C. J. van Houten, I. van Houten-Groeneveld, T. Gehrels |
| 9687 Uhlenbeck       | 4614 P-L     | 24 tháng 9 năm 1960  | Palomar                            | C. J. van Houten, I. van Houten-Groeneveld, T. Gehrels |
| 9688 Goudsmit        | 4665 P-L     | 24 tháng 9 năm 1960  | Palomar                            | C. J. van Houten, I. van Houten-Groeneveld, T. Gehrels |
| 9689 Freudenthal     | 4831 P-L     | 24 tháng 9 năm 1960  | Palomar                            | C. J. van Houten, I. van Houten-Groeneveld, T. Gehrels |
| 9690 Houtgast        | 6039 P-L     | 24 tháng 9 năm 1960  | Palomar                            | C. J. van Houten, I. van Houten-Groeneveld, T. Gehrels |
| 9691 Zwaan           | 6053 P-L     | 24 tháng 9 năm 1960  | Palomar                            | C. J. van Houten, I. van Houten-Groeneveld, T. Gehrels |
| 9692 Kuperus         | 6354 P-L     | 24 tháng 9 năm 1960  | Palomar                            | C. J. van Houten, I. van Houten-Groeneveld, T. Gehrels |
| 9693 Bleeker         | 6547 P-L     | 24 tháng 9 năm 1960  | Palomar                            | C. J. van Houten, I. van Houten-Groeneveld, T. Gehrels |
| 9694 Lycomedes       | 6581 P-L     | 16 tháng 9 năm 1960  | Palomar                            | C. J. van Houten, I. van Houten-Groeneveld, T. Gehrels |
| 9695 Johnheise       | 6583 P-L     | 24 tháng 9 năm 1960  | Palomar                            | C. J. van Houten, I. van Houten-Groeneveld, T. Gehrels |
| 9696 Jaffe           | 6628 P-L     | 24 tháng 9 năm 1960  | Palomar                            | C. J. van Houten, I. van Houten-Groeneveld, T. Gehrels |
| 9697 Louwman         | 1295 T-1     | 25 tháng 3 năm 1971  | Palomar                            | C. J. van Houten, I. van Houten-Groeneveld, T. Gehrels |
| 9698 Idzerda         | 2205 T-1     | 25 tháng 3 năm 1971  | Palomar                            | C. J. van Houten, I. van Houten-Groeneveld, T. Gehrels |
| 9699 Baumhauer       | 3036 T-1     | 26 tháng 3 năm 1971  | Palomar                            | C. J. van Houten, I. van Houten-Groeneveld, T. Gehrels |
| 9700 Paech           | 3058 T-1     | 26 tháng 3 năm 1971  | Palomar                            | C. J. van Houten, I. van Houten-Groeneveld, T. Gehrels |